# Трахаг
Траха́г (пляска с саблями, от арм. թուր — сабля + арм. խաղ — пляска, песня, игра) — армянский национальный танец. Относится к воинственным танцам, исполняется исключительно мужчинами (сольно, дуэтом либо коллективно).

## Описание
Трахаг изначально исполнялся как ритуальный обряд, внушающий воинам отвагу и непобедимый дух перед началом войны или ожесточённого боя.
Исполняется в сопровождении инструментального ансамбля (шви, зурна, дхол, иногда аккордеон) с использованием различных видов оружия — сабель, мечей, заострённых толстых палок (древнеарм. «бырэр» — вид палицы).
Танец состоит из ритмично исполняемых в быстром темпе различных мелких движений и переборов ног. Танцор имитирует движения воина: широкими шагами он то взбирается на гору, то спрыгивает со скалы, ведя бой с противником так, чтобы «земля содрогалась под врагом». При этом основная задача исполнителя — демонстрация своего умения владеть оружием (одной или несколькими саблями).
При групповом исполнении танцоры, разделившись на две партии, «сражаются», исполняя прыжки, вращения, присядки, меняясь местами. Один ряд наступает на другой или преследует его, другой — отступает и защищается. Движениями вперёд и в стороны передаётся нападение на врага, движениями назад — отступление и оборона.

 «Особенно интересную пантомимическую тетрализованную форму получило воинственное содержание в шатахской — Трахаг — Сабельной пляске (от тур- — „сабля“ и хаг — „пляска, песня, игра“), показанной Бизмарком Азизяном и Мурадом Ованнисяном. Сабельными плясками называются все те армянские пляски, в которых атрибутами являются сабли, мечи или заменяющие их палки.
С точки зрения подобного плясового атрибута последующая (алашакертская) пляска — Шарани тоже принадлежит к виду Трахаг. Дорожные пляски, в которых плясали с саблями, мечами или палками, были параллельны с Дорожными своим видом еще и видом Сабельных плясок. Острые и толстые палки- колья, на древнеармянском языке бырэр (един. ч. — бир) были некогда тоже видом оружия, как и палица. До сих пор у армянского народа сохранилось немало подвижных игр с палками, палицами. Эти игры в старину должны были иметь связь с Военными плясками и состязаниями»— Лисициан С.С. «Армянские старинные пляски». Ереван, 1983 год, стр. 136
Другими армянскими воинственными плясками с оружием являются Ханчал пар («пляска с кинжалами»), Данаки пар («танец с ножом») и Ярхушта («товарищ по оружию»).

## Галерея
- Ванский танец с кинжалами.
- Ансамбль «Масис», Аргентина. Танец с кинжалами.
- Ансамбль «Масис». Танец с кинжалами
- Альберт Кизирян — народный артист Армении, художественный руководитель танцевального ансамбля «Гегард»

## Видео
- Трахаг. Фрагмент из фильма «Анаит» (1947) на YouTube
- Сольный танец с кинжалами на YouTube
- Ванский танец с кинжалами на YouTube